# Sesamia fraterna
Sesamia fraterna är en fjärilsart som beskrevs av Moore 1882. Sesamia fraterna ingår i släktet Sesamia och familjen nattflyn. Inga underarter finns listade i Catalogue of Life.